# Vienna (Georgia)
Vienna is een plaats (city) in de Amerikaanse staat Georgia, en valt bestuurlijk gezien onder Dooly County.

## Demografie
Bij de volkstelling in 2000 werd het aantal inwoners vastgesteld op 2973.
In 2006 is het aantal inwoners door het United States Census Bureau geschat op 2916, een daling van 57 (-1,9%).

## Geografie
Volgens het United States Census Bureau beslaat de plaats een oppervlakte van
13,6 km², geheel bestaande uit land. Vienna ligt op ongeveer 108 m boven zeeniveau.

## Plaatsen in de nabije omgeving
De onderstaande figuur toont nabijgelegen plaatsen in een straal van 20 km rond Vienna.

## Geboren
- Roger Kingdom (26 augustus 1962), hordeloper